# Lac du Loup-Cervier
Lac du Loup-Cervier är en sjö i Kanada.   Den ligger i regionen Saguenay–Lac-Saint-Jean och provinsen Québec, i den östra delen av landet, 600 km nordost om huvudstaden Ottawa. Lac du Loup-Cervier ligger 346 meter över havet. Arean är 2,6 kvadratkilometer. Den sträcker sig 5,3 kilometer i nord-sydlig riktning, och 2,0 kilometer i öst-västlig riktning.
I omgivningarna runt Lac du Loup-Cervier växer i huvudsak blandskog. Trakten runt Lac du Loup-Cervier är nära nog obefolkad, med mindre än två invånare per kvadratkilometer.